# Narbief
Narbief är en kommun i departementet Doubs i regionen Bourgogne-Franche-Comté i östra Frankrike. Kommunen ligger i kantonen Le Russey som tillhör arrondissementet Pontarlier. År 2022 hade Narbief 99 invånare.

## Befolkningsutveckling
Antalet invånare i kommunen Narbief
Referens:INSEE